# 벨기에 올림픽 위원회
벨기에 올림픽 위원회(네덜란드어: Belgisch Olympisch en Interfederaal Comité, 프랑스어: Comité Olympique et Interfédérale Belge, 독일어: Belgische Olympische Komitee)는 벨기에의 국가 올림픽 위원회이다. IOC 코드는 BEL이다. 본부는 브뤼셀에 있으며 유럽 올림픽 위원회에 소속되어 있다.
1906년에 설립되었으며 같은 해에 국제 올림픽 위원회의 승인을 받았다. 37개 국가 하계 스포츠 종목 연맹과 7개 국가 동계 스포츠 종목 연맹이 소속되어 있으며 벨기에의 스포츠 발전을 담당한다. 또한 올림픽, 유러피언 게임을 비롯한 국제 스포츠 대회에 참가하는 벨기에의 선수들을 대표한다.

## 같이 보기
- 올림픽 벨기에 선수단